# Daigo Watanabe
Pour les articles homonymes, voir Watanabe.
Daigo Watanabe (渡邉 大剛, Watanabe Daigo), né le 3 décembre 1984, est un footballeur japonais. Il évolue au poste de milieu de terrain.

## Palmarès
- Champion de J-League 2 en 2005 avec le Kyoto Sanga